# Élections législatives de 1932 dans les Côtes-du-Nord
Les élections législatives  dans les Côtes-du-Nord ont lieu les dimanches 1er mai 1932 et 8 mai 1932. Elles ont pour but d'élire les députés représentant le département à la Chambre des députés pour un mandat de quatre années.

## Élections partielles (1928-1932)

### 2ecirconscription de Guigamp
Yves Le Trocquer (Rép. de gauche) est élu sénateur le 20 octobre 1929.
Lors du scrutin de ballotage du 13 avril 1930, Oswen de Kerouartz (Rép. G - U.R.D.) est élu avec 6 512 voix contre 6 445 à Arthur William Loth (Radical-socialiste).

### Circonscription de Lannion
Pierre Even (Radical-socialiste) est élu sénateur le 20 octobre 1929.
Lors du scrutin de ballotage du 13 avril 1930, Yves Le Cozannet (Agraire-PDP) est élu avec 9 066 voix contre 8 817 à Mr Avril (Radical-socialiste).

## Députés sortants
| Députés | Députés                | Parti                            | Fonctions en 1932                                                                          |
| ------- | ---------------------- | -------------------------------- | ------------------------------------------------------------------------------------------ |
|         | Michel Geistdoerfer    | Radical-socialiste               | Conseiller général de Dinan-Est. Journaliste.                                              |
|         | André Lorgeré          | Radical-socialiste               | Maire de Guingamp. Avoué.                                                                  |
|         | Henri Le Vézouët       | Radical ind.                     | Conseiller général et maire de Loudéac. Vétérinaire.                                       |
|         | Jean Laurent           | Radical ind.                     | Conseiller général de Paimpol et maire de Yvias. Avocat.                                   |
|         | Louis de Chappedelaine | Radical ind. (ex Rép. de gauche) | Conseiller général de Jugon-les-Lacs. Avocat.                                              |
|         | Oswen de Kerouartz     | Rép. G - U.R.D.                  | Maire de Bulat-Pestivien. Ingénieur.                                                       |
|         | Yves Le Cozannet       | Agraire-PDP                      | Maire de Minihy-Tréguier. Agriculteur.                                                     |
|         | Victor Le Guen         | U.R.D.                           | Conseiller général de Saint-Brieuc-Nord, conseiller municipal de Saint-Brieuc. Architecte. |

## Mode de scrutin
Après deux élections au scrutin proportionnelle départemental avec prime majoritaire, la loi du21 juillet 1927 rétablit le scrutin d'arrondissement, soit un mode uninominal majoritaire à deux tours.
La circonscription pour l'élection est l'arrondissement.
Le scrutin est individuel, chaque arrondissement élisant un député.
Les arrondissements qui ont plus de cent mille habitants sont divisés. Dans ce cas on élit un député par circonscription électorale.
Les arrondissements de Loudéac et Lannion ne sont pas divisé en deux. Les autres disposent chacun de deux circonscriptions.
Le découpage est le même que celui utilisé de 1889 à 1914. La seule différence tient à la date du scrutin de ballotage, qui aura lieu le dimanche suivant et non plus deux semaines plus tard.
L'article 3 précise qu'il faut réunir pour être élu au premier tour :
1. La majorité absolue des suffrages exprimés ;
2. Un nombre de suffrages égal au quart des électeurs inscrits.

Au deuxième tour la majorité relative suffit. En cas d'égalité c'est le plus âgé qui est élu.

## Résultats

### Arrondissement de Dinan

#### 1recirconscription
Dinan-1regroupe les cantons de Dinan-Ouest, Dinan-Est, Évran, Ploubalay et de Caulnes.
| Candidats      | Candidats             | Étiquette      | Premier tour | Premier tour |
| Candidats      | Candidats             | Étiquette      | Voix         | %            |
| -------------- | --------------------- | -------------- | ------------ | ------------ |
|                | Michel Geistdoerfer * | Radical-soc.   | 6 300        | 52,77        |
|                | Pascal Bazin          | Union nat.     | 5 456        | 45,70        |
|                | Joseph Chevillon      | Com.           | 51           | 0,43         |
|                | Georges Voisin        | SFIO           | 35           | 0,29         |
|                |                       |                |              |              |
| Inscrits       | Inscrits              | Inscrits       | 14 641       | 100,00       |
| Votants        | Votants               | Votants        | 12 091       | 82,58        |
| Abstention     | Abstention            | Abstention     | 2 550        | 17,42        |
| Blancs et nuls | Blancs et nuls        | Blancs et nuls | 153          | 1,27         |
| Exprimés       | Exprimés              | Exprimés       | 11 938       | 98,74        |

*sortant

#### 2ecirconscription
Dinan-2 regroupe les cantons de Broons, Jugon-les-Lacs, Matignon, Plancoët et de Plélan-le-Petit.
| Candidats      | Candidats                | Étiquette          | Premier tour | Premier tour |
| Candidats      | Candidats                | Étiquette          | Voix         | %            |
| -------------- | ------------------------ | ------------------ | ------------ | ------------ |
|                | Louis de Chappedelaine * | Radical ind.       | 8 025        | 62,52        |
|                | Xavier de Pontbriand     | Union nat.- U.R.D. | 2 793        | 21,76        |
|                | Ernest Kerambrun         | Radical-soc.       | 1 548        | 12,06        |
|                | Romain Boquen            | SFIO               | 299          | 2,33         |
|                | Louis Jouan              | Com.               | 52           | 0,41         |
|                |                          |                    |              |              |
| Inscrits       | Inscrits                 | Inscrits           | 15 208       | 100,00       |
| Votants        | Votants                  | Votants            | 13 012       | 85,56        |
| Abstention     | Abstention               | Abstention         | 2 196        | 14,44        |
| Blancs et nuls | Blancs et nuls           | Blancs et nuls     | 176          | 1,35         |
| Exprimés       | Exprimés                 | Exprimés           | 12 836       | 98,65        |

*sortant

### Arrondissement de Guingamp

#### 1recirconscription
Guingamp-1 regroupe les cantons de Bégard, Belle-Isle-en-Terre, Guingamp, Plouagat et de Pontrieux.
| Candidats      | Candidats       | Étiquette         | Premier tour | Premier tour | Deuxième tour | Deuxième tour |
| Candidats      | Candidats       | Étiquette         | Voix         | %            | Voix          | %             |
| -------------- | --------------- | ----------------- | ------------ | ------------ | ------------- | ------------- |
|                | Yves Hervé      | Rép. G-Union nat. | 5 879        | 42,48        | 6 649         | 46,26         |
|                | André Lorgeré * | Radical-soc.      | 5 677        | 32,91        | 7 646         | 53,20         |
|                | Yves Augel      | SFIO              | 1 781        | 12,81        |               |               |
|                | Pierre Perrot   | Com.              | 565          | 4,06         | 72            | 0,50          |
|                |                 |                   |              |              |               |               |
| Inscrits       | Inscrits        | Inscrits          | 17 143       | 100,00       | 17 017        | 100,00        |
| Votants        | Votants         | Votants           | 14 252       | 83,14        | 14 484        | 85,12         |
| Abstention     | Abstention      | Abstention        | 2 891        | 16,86        | 2 533         | 14,89         |
| Blancs et nuls | Blancs et nuls  | Blancs et nuls    | 347          | 2,43         | 112           | 0,77          |
| Exprimés       | Exprimés        | Exprimés          | 13 905       | 97,57        | 14 372        | 99,23         |

*sortant

#### 2ecirconscription
Guingamp-2 regroupe les cantons de Bourbriac, Callac, Maël-Carhaix, Rostrenen et de Saint-Nicolas-du-Pélem.
| Candidats      | Candidats            | Étiquette       | Premier tour | Premier tour | Deuxième tour | Deuxième tour |
| Candidats      | Candidats            | Étiquette       | Voix         | %            | Voix          | %             |
| -------------- | -------------------- | --------------- | ------------ | ------------ | ------------- | ------------- |
|                | Oswen de Kerouartz * | Rép. G - U.R.D. | 6 993        | 45,66        | 7 836         | 50,26         |
|                | Arthur William Loth  | Radical-soc.    | 6 744        | 44,01        | 7 714         | 49,47         |
|                | Louis Tasset         | SFIO            | 1 409        | 9,20         |               |               |
|                | Pierre Guyon         | Com.            | 167          | 1,09         | 41            | 0,26          |
|                |                      |                 |              |              |               |               |
| Inscrits       | Inscrits             | Inscrits        | 18 017       | 100,00       | 18 017        | 100,00        |
| Votants        | Votants              | Votants         | 15 546       | 86,29        | 15 722        | 87,26         |
| Abstention     | Abstention           | Abstention      | 2 471        | 13,71        | 2 295         | 12,74         |
| Blancs et nuls | Blancs et nuls       | Blancs et nuls  | 232          | 1,49         | 130           | 0,83          |
| Exprimés       | Exprimés             | Exprimés        | 15 314       | 98,51        | 15 592        | 99,17         |

*sortant

### Arrondissement de Lannion
Lannion regroupe tous les cantons de l'arrondissement, soit Lannion, Plestin-les-Grèves, Plouaret, Lézardrieux, Perros-Guirrec, La Roche-Derrien et Tréguier.
Pierre Even (Radical-socialiste) est élu sénateur le 20 octobre 1929.
Yves Le Cozannet (Agraire-PDP) est élu lors de la partielle qui suit.
| Candidats      | Candidats          | Étiquette             | Premier tour | Premier tour | Deuxième tour | Deuxième tour |
| Candidats      | Candidats          | Étiquette             | Voix         | %            | Voix          | %             |
| -------------- | ------------------ | --------------------- | ------------ | ------------ | ------------- | ------------- |
|                | Yves Le Cozannet * | Agraire-U.R.D.-P.D.P. | 7 209        | 35,49        | 9 001         | 43,53         |
|                | Yves Le Gac        | Radical-soc.          | 6 150        | 30,27        | 11 599        | 56,09         |
|                | Philippe Le Maux   | SFIO                  | 5 695        | 28,03        |               |               |
|                | Yves Le Bihan      | Radical ind.          | 1 450        | 7,14         |               |               |
|                | Marcel Sevestre    | Com.                  | 129          | 0,64         | 80            | 0,39          |
|                |                    |                       |              |              |               |               |
| Inscrits       | Inscrits           | Inscrits              | 26 011       | 100,00       | 25 896        | 100,00        |
| Votants        | Votants            | Votants               | 20 539       | 78,96        | 20 905        | 80,73         |
| Abstention     | Abstention         | Abstention            | 5 472        | 21,04        | 4 991         | 19,27         |
| Blancs et nuls | Blancs et nuls     | Blancs et nuls        | 224          | 1,09         | 224           | 1,07          |
| Exprimés       | Exprimés           | Exprimés              | 20 315       | 98,91        | 20 681        | 98,93         |

*sortant

### Arrondissement de Loudéac
L’arrondissement de Loudéac regroupe tous les cantons de l'arrondissement, soit La Chèze, Collinée, Corlay, Gouarec, Loudéac, Merdrignac, Mûr-de-Bretagne, Plouguenast et Uzel.
| Candidats      | Candidats           | Étiquette             | Premier tour | Premier tour | Deuxième tour | Deuxième tour |
| Candidats      | Candidats           | Étiquette             | Voix         | %            | Voix          | %             |
| -------------- | ------------------- | --------------------- | ------------ | ------------ | ------------- | ------------- |
|                | Henri Le Vézouët *  | Radical ind.          | 7 475        | 49,32        | 7 984         | 51,35         |
|                | Paul Morane         | Rép. G - R.S.         | 5 565        | 36,72        | 7 527         | 48,42         |
|                | Louis Davis Le Théo | Agraire U.R.D.-P.D.P. | 1 685        | 11,12        |               |               |
|                | Amédée Piedvache    | Action française      | 228          | 1,51         |               |               |
|                | Joseph Debord       | Com.                  | 148          | 0,98         | 24            | 0,15          |
|                | René Jeudon         | SFIO                  | 49           | 0,32         |               |               |
|                |                     |                       |              |              |               |               |
| Inscrits       | Inscrits            | Inscrits              | 17 952       | 100,00       | 17 952        | 100,00        |
| Votants        | Votants             | Votants               | 15 437       | 85,99        | 15 688        | 87,39         |
| Abstention     | Abstention          | Abstention            | 2 515        | 14,01        | 2 264         | 12,61         |
| Blancs et nuls | Blancs et nuls      | Blancs et nuls        | 282          | 1,83         | 141           | 0,90          |
| Exprimés       | Exprimés            | Exprimés              | 15 155       | 97,17        | 15 547        | 99,10         |

*sortant

### Arrondissement de Saint-Brieuc

#### 1recirconscription
Saint-Brieuc-1 regroupait les cantons de Châtelaudren, Étables, Lanvollon, Paimpol, Plouha et de Saint-Brieuc-Nord.
| Candidats      | Candidats         | Étiquette      | Premier tour | Premier tour | Deuxième tour | Deuxième tour |
| Candidats      | Candidats         | Étiquette      | Voix         | %            | Voix          | %             |
| -------------- | ----------------- | -------------- | ------------ | ------------ | ------------- | ------------- |
|                | Émile Le Guen     | P.D.P. -U.R.D. | 5 661        | 36,38        | 6 680         | 42,80         |
|                | Pierre Michel     | Radical-soc.   | 4 259        | 27,37        | 8 846         | 56,68         |
|                | Jean Laurent *    | Radical ind.   | 2 839        | 18,25        |               |               |
|                | Gaston Lefèvre    | Radical-soc.   | 1 583        | 10,17        |               |               |
|                | Edgard Texier     | Soc. fr        | 372          | 2,39         |               |               |
|                | Charles Carnet    | Com.           | 309          | 1,99         | 55            | 0,35          |
|                | Alfred Hüe        | SFIO           | 272          | 1,75         |               |               |
|                | Guillaume Auffret | Rép. G - R.S.  | 193          | 1,24         |               |               |
|                | Mr Le Gonidec     | Soc. ind.      | 25           | 0,16         |               |               |
|                |                   |                |              |              |               |               |
| Inscrits       | Inscrits          | Inscrits       | 21 677       | 100,00       | 21 677        | 100,00        |
| Votants        | Votants           | Votants        | 15 782       | 72,81        | 15 739        | 72,61         |
| Abstention     | Abstention        | Abstention     | 5 895        | 27,19        | 5 938         | 27,39         |
| Blancs et nuls | Blancs et nuls    | Blancs et nuls | 223          | 1,41         | 132           | 0,84          |
| Exprimés       | Exprimés          | Exprimés       | 15 559       | 98,59        | 15 607        | 99,16         |

*sortant

#### 2ecirconscription
Saint-Brieuc-2 regroupait les cantons de Lamballe, Moncontour, Pléneuf, Plœuc, Quintin et de Saint-Brieuc-Midi.
| Candidats      | Candidats          | Étiquette      | Premier tour | Premier tour | Deuxième tour | Deuxième tour |
| Candidats      | Candidats          | Étiquette      | Voix         | %            | Voix          | %             |
| -------------- | ------------------ | -------------- | ------------ | ------------ | ------------- | ------------- |
|                | André Cornu        | Radical ind.   | 9 690        | 49,84        | 10 553        | 54,27         |
|                | Paul de Robien     | U.R.D.         | 8 013        | 41,22        | 8 607         | 44,26         |
|                | Victor Le Guen *   | U.R.D.         | 837          | 4,31         | 196           | 1,01          |
|                | Hippolyte Pasquiou | SFIO           | 338          | 1,74         |               |               |
|                | Georges Paradis    | Radical ind.   | 327          | 1,68         |               |               |
|                | Yves Flouriot      | Com.           | 226          | 1,16         | 59            | 0,30          |
|                |                    |                |              |              |               |               |
| Inscrits       | Inscrits           | Inscrits       | 23 096       | 100,00       | 23 023        | 100,00        |
| Votants        | Votants            | Votants        | 19 661       | 85,13        | 19 582        | 85,05         |
| Abstention     | Abstention         | Abstention     | 3 435        | 14,87        | 3 441         | 14,95         |
| Blancs et nuls | Blancs et nuls     | Blancs et nuls | 220          | 1,12         | 136           | 0,69          |
| Exprimés       | Exprimés           | Exprimés       | 19 441       | 98,88        | 19 446        | 99,31         |

*sortant

## Députés élus
| Députés | Députés                  | Parti           | Fonctions lors de l'élection en 1932                                                             |
| ------- | ------------------------ | --------------- | ------------------------------------------------------------------------------------------------ |
|         | Michel Geistdoerfer *    | Radical-soc.    | Conseiller général de Dinan-Est. Journaliste.                                                    |
|         | André Lorgeré *          | Radical-soc.    | Maire de Guingamp. Avoué.                                                                        |
|         | Pierre Michel            | Radical-soc.    | Conseiller général de Saint-Brieuc-Nord, maire de Trémuson. Industriel.                          |
|         | Yves Le Gac              | Radical-soc.    | Ancien conseiller général de Plestin-les-Grèves, maire de Tonquédec. Tanneur-négociant en cuirs. |
|         | Henri Le Vézouët *       | Radical ind.    | Conseiller général et maire de Loudéac. Vétérinaire.                                             |
|         | André Cornu              | Radical ind.    | Secrétaire général au ministère de l'Intérieur.                                                  |
|         | Louis de Chappedelaine * | Radical ind.    | Conseiller général de Jugon-les-Lacs. Avocat.                                                    |
|         | Oswen de Kerouartz *     | Rép. G - U.R.D. | Maire de Bulat-Pestivien. Ingénieur.                                                             |